# Unforgiven 2001
Unforgiven 2001 was een professioneel worstel-pay-per-viewevenement dat georganiseerd werd door de World Wrestling Federation. Dit evenement was de 4e editie van Unforgiven en vond plaats in het Mellon Arena in Philadelphia (Pennsylvania) op 23 september 2001.
De hoofd wedstrijd was een één-op-één match voor het WWF Championship tussen kampioen Stone Cold Steve Austin en Kurt Angle.
Kurt Angle won de match en werd de nieuwe WWF Kampioen.

## Wedstrijden
| Nr.                                                                          | Match | Winnaar(s)                  |
| ---------------------------------------------------------------------------- | --- | --------------------------- |
| -                                                                            | Billy Gunn vs. Tommy Dreamer in een één-op-één match | Billy Gunn                  |
| 1                                                                            | The Dudley Boyz (Bubba Ray & D-Von) (c) vs. The Big Show & Spike Dudley vs. Lance Storm & The Hurricane vs. The Hardy Boyz (Matt & Jeff) in een Fatal Four-Way elimination match voor het WWF Tag Team Championship | Dudely Boyz (c)             |
| 2                                                                            | Raven (met Terri Runnels) vs. Perry Saturn in een één-op-één match | Perry Saturn                |
| 3                                                                            | Edge (c) vs. Christian in een één-op-één match voor het WWF Intercontinental Championship | Christian (nc)              |
| 4                                                                            | Brothers of Destruction (The Undertaker & Kane) (c) vs. KroniK (Brian Adams & Bryan Clark) (met Steven Richards) in een tag team match voor het WCW Tag Team Championship                                           | Brothers of Destruction (c) |
| 5                                                                            | Rob Van Dam (c) vs. Chris Jericho in een Hardcore match voor het WWF Hardcore Championship | Rob Van Dam (c)             |
| 6                                                                            | The Rock (c) vs. Booker T & Shane McMahon in een Handicap match voor het WCW Championship | The Rock (c)                |
| 7                                                                            | Tajiri (c) (met Torrie Wilson) vs. Rhyno in een één-op-één match voor het WCW United States Championship | Rhyno (nc)                  |
| 8                                                                            | Stone Cold Steve Austin (c) vs. Kurt Angle in een één-op-één match voor het WWF Championship | Kurt Angle                  |
| (c) huidige kampioen voor en na de match \| (nc) nieuwe kampioen na de match | |                             |